# Sepopa
Sepopa is een dorp in het district North-West in Botswana. De plaats telt 2283 inwoners (2011).